# Hardin (Illinois)
Hardin és una vila dels Estats Units a l'estat d'Illinois. Segons el cens del 2000 tenia 959 habitants.

## Demografia
Segons el cens del 2000, Hardin tenia 959 habitants, 391 habitatges, i 245 famílies. La densitat de població era de 176,3 habitants/km².
Dels 391 habitatges en un 27,4% hi vivien nens de menys de 18 anys, en un 52,4% hi vivien parelles casades, en un 7,2% dones solteres, i en un 37,1% no eren unitats familiars. En el 33% dels habitatges hi vivien persones soles el 19,4% de les quals corresponia a persones de 65 anys o més que vivien soles. El nombre mitjà de persones vivint en cada habitatge era de 2,31 i el nombre mitjà de persones que vivien en cada família era de 2,98.
Per edats la població es repartia de la següent manera: un 22,1% tenia menys de 18 anys, un 8,1% entre 18 i 24, un 26,2% entre 25 i 44, un 20% de 45 a 60 i un 23,6% 65 anys o més.
L'edat mediana era de 40 anys. Per cada 100 dones de 18 o més anys hi havia 85,4 homes.
La renda mediana per habitatge era de 30.972 $ i la renda mediana per família de 40.000 $. Els homes tenien una renda mediana de 29.167 $ mentre que les dones 22.083 $. La renda per capita de la població era de 17.461 $. Aproximadament el 7,9% de les famílies i el 10,8% de la població estaven per davall del llindar de pobresa.

## Poblacions properes
El següent diagrama mostra les poblacions més properes.